# Пагани, Энрико
Энри́ко Пага́ни (итал. Enrico Pagani, 7 сентября 1929, Шанхай — 2 октября 1998, Милан) — итальянский баскетболист, разыгрывающий защитник. Участник летних Олимпийских игр 1952 года.

## Биография
Энрико Пагани родился 7 сентября 1929 года в китайском городе Шанхай. Его отец был итальянским морским офицером, мать — русской. В детстве разговаривал на нескольких языках.
В 1949—1960 годах играл в баскетбол за «Олимпию» из Милана, в составе которой девять раз становился чемпионом Италии (1950—1954, 1957—1960).
В марте 1951 года дебютировал в сборной Италии в товарищеском матче против Франции в Генуе.
В том же году завоевал бронзовую медаль баскетбольного турнира Средиземноморских игр в Александрии.
В 1952 году вошёл в состав сборной Италии по баскетболу на летних Олимпийских играх в Хельсинки, не преодолевшей квалификационный этап. Провёл 4 матча, набрал 12 очков (5 — в матче со сборной Румынии, 4 — с Египтом, 2 — с Канадой, 1 — с Турцией).
В течение карьеры провёл за сборную Италии 38 матчей, набрал 65 очков.
Отличался эффектными внешними данными. Снялся в одной из главных ролей в вышедшей на экраны в 1957 году романтической драме «Мечты в ящике» (I sogni nel cassetto) итальянского режиссёра Ренато Кастеллани, где его партнёршей по съёмочной площадке стала Леа Массари. В дальнейшем сыграл ещё в двух кинофильмах — музыкальной комедии «Хуже для меня... Лучше для тебя» (Peggio per me... meglio per te) (1967) и научной фантастике «Феноменал и сокровище Тутанхамона» (Fenomenal e il tesoro di Tutankamen) (1968).
Умер 2 октября 1998 года в Милане.